# Solenysa melloteei
Solenysa melloteei là một loài nhện trong họ Linyphiidae.
Loài này thuộc chi Solenysa. Solenysa melloteei được Eugène Simon miêu tả năm 1894.